# Catoria saturata
Catoria saturata là một loài bướm đêm trong họ Geometridae.